# Das Komma von SANS, SOUCI.

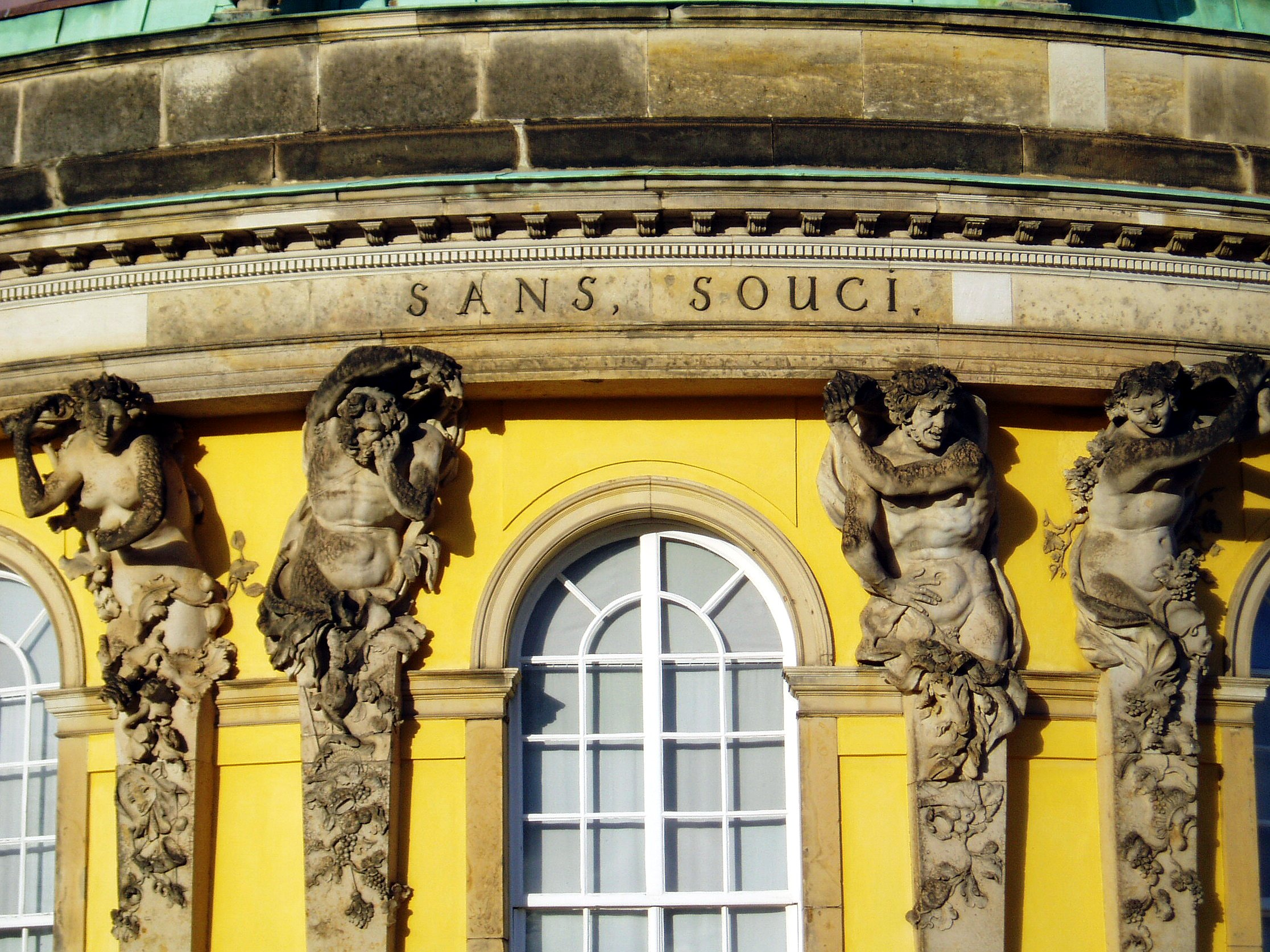
Inschrift am Mittelrisalit des Schlosses

Das Komma von SANS, SOUCI.  ist ein 2001 erschienenes Buch von Heinz Dieter Kittsteiner. Es trägt den Untertitel „Ein Forschungsbericht mit Fußnoten“ und geht der Frage nach, was es mit dem Komma und dem Punkt auf sich hat, die sich im Namen des Potsdamer Schlosses Sanssouci finden, das unter Friedrich II. erbaut wurde. Das Buch erlebte 2011 seine vierte Auflage.

## Inhalt und Thesen
Die Untersuchung trägt wissenschaftsparodistische Züge, hat aber auch ein eindeutiges Erkenntnisinteresse. Zugrunde liegt die Beobachtung, dass der Name des Schlosses am Mittelrisalit nicht wie erwartbar in einem Wort oder mit Bindestrich geschrieben ist („SANSSOUCI“ bzw. „SANS-SOUCI“). Stattdessen finden sich ein Komma und ein Punkt als Bestandteile des Namens. Dieser Umstand war in der historischen Forschung bis zu Kittsteiners Buch kaum thematisiert worden.
Kittsteiner geht davon aus, dass die Schreibweise „SANS, SOUCI.“ kein Zufall ist und sucht nach möglichen Gründen. Er spielt verschiedene Lösungsansätze durch, die nicht vollends aufzugehen scheinen:
- Zum einen deutet Kittsteiner Komma und Punkt als verborgene Zeichen für andere Begriffe. In der „Geheimen Polizey-Schrift des Grafen von Vergennes“ steht das Komma für „Reformirter“ und der Punkt für „Naturalist“.[2] Kittsteiner wendet das auf das problematische Verhältnis zwischen Friedrich Wilhelm I. und seinem Sohn an: Friedrich II. habe verschlüsselt darauf Bezug nehmen können, um den Hass auf seinen Vater auszudrücken: „Sans (le) Calviniste (on est) Sans Souci (comme) Deiste“, d. h., „Ohne den alten Calvinisten ist man sorgenfrei als Deist“. Alternativ übersetzt Kittsteiner, unter Bezugnahme auf die theologisch-philosophische Entwicklung Friedrichs II.: „Ohne Fatalismus lebt man sorgenfrei als Deist.“

- Zum anderen versucht Kittsteiner, aus dem Bedeutungsfeld des französischen Wortes für ‚Komma‘, ‚virgule‘, eine Deutung zu schaffen. Das französische Wort leitet sich von lat. ‚virgula‘ ab, dessen Wortwurzel ‚vir‘, ebenso wie ‚virga‘, dessen Diminutivform ‚vir‘ ist, für alles steht, „was die Mannsform hat“ (‚vir‘: ‚Zweig‘, ‚Stäbchen‘, ‚Wünschelrute‘; ‚virga‘: ‚Reis‘, ‚Rute‘, ‚Zweig‘, ‚Pfropfreis‘, ‚Stock‘, ‚Stab‘, ‚Zauberstab‘).[3] Das ergäbe als Aufschlüsselung der Schlossinschrift etwa: „Ohne Rütchen sorgenfrei.“ Kittsteiner sieht darin eine mögliche Anspielung auf eine venerische Erkrankung Friedrichs, die er sich kurz vor seiner Vermählung zugezogen und die dann zur Kastration geführt habe. Ausschlaggebend für diese Deutung ist ein Bericht des Leibarztes Johann Georg Zimmermann („ein grausamer Schnitt!“[4]), dem von mehreren Seiten widersprochen wurde. – Bei diesem Lösungsvorschlag würde der die Inschrift abschließende Punkt keine Rolle spielen.

Das Buch ist 91 Seiten lang und hat 251 (bereits im Untertitel angekündigte) Fußnoten, die sich in Form von Endnoten am Schluss befinden. Zwischen der Titelseite und dem Beginn des ersten Kapitels findet sich der Hinweis: „Gedruckt ohne Unterstützung der Deutschen Forschungsgemeinschaft“.

## Rezeption
Kittsteiners Buch ist im Feuilleton meist positiv und mit Augenzwinkern aufgenommen worden. Wissenschaftlich wurde das Werk kaum rezipiert und wenn, dann als erhellende Marginalie oder als Beispiel für eine Gelehrtensatire; die Frage selbst ist kaum wieder aufgegriffen worden.

## Ausgabe
Das Komma von SANS, SOUCI. Ein Forschungsbericht mit Fußnoten. Manutius, Heidelberg 2001, ISBN 3-934877-08-7 (4. Auflage 2011).